# 鈍葉樹平蘚
鈍葉樹平蘚（学名：[Homaliodendron microdendron] 错误：{{Lang}}：文本有斜体标记（帮助））为平蘚科樹平蘚屬下的一个种。

## 扩展阅读
- 維基物種上的相關：鈍葉樹平蘚